# 鹅岭乡
鹅岭乡，是中华人民共和国江西省吉安市井冈山市下辖的一个乡镇级行政单位。

## 行政区划
鹅岭乡下辖以下地区：
蕉陂村、白石村、荷田村、上坑村、塘南村和神源村。

## 交通
- 吉衡铁路：白石站

## 中国传统村落
2012年，塘南村被评为首批“中国传统村落”。